# Vovkove, Berezivka
Vovkove (în ucraineană Вовкове) este un sat în comuna Konopleane din raionul Berezivka, regiunea Odesa, Ucraina.

## Demografie
Componența lingvistică a localității Vovkove
     Ucraineană (62,02%)
     Română (36,43%)
     Alte limbi (0,78%)
Conform recensământului din 2001, majoritatea populației localității Vovkove era vorbitoare de ucraineană (62,02%), existând în minoritate și vorbitori de română (36,43%).